# Metaphidippus fortunatus
Metaphidippus fortunatus là một loài nhện trong họ Salticidae.
Loài này thuộc chi Metaphidippus. Metaphidippus fortunatus được Elizabeth Maria Gifford Peckham & George William Peckham miêu tả năm 1901.